# Wespenorchis
Wespenorchis (Epipactis) is een geslacht van ongeveer zeventig soorten uit de orchideeënfamilie (Orchidaceae).

## Naamgeving enetymologie
- Frans: Epipactis, helleborine
- Engels: Helleborine
- Duits: Stendelwurzen

Epipactis heet in het Nederlands "Wespenorchis" omdat de bloemen door wespen worden bestoven.
De botanische naam Epipactis werd reeds door Theophrastos van Eresos, een filosoof en botanicus uit de Griekse oudheid gebruikt. Hij gebruikte deze naam echter, evenals Giovanni Antonio Scopoli, Augustin-Pyrame de Candolle en Victor Albrecht von Haller niet voor dit geslacht, maar voor andere geslachten. De botanische naam Epipactis werd in 1757 door Johann Gottfried Zinn, een hoogleraar in de plantkunde aan de Georg-August-Universität Göttingen, aan dit geslacht toegekend.

## Uiterlijke kenmerken
Alle soorten zijn vaste planten. Ze zijn sterk afhankelijk van hun symbiose met hun schimmeldraden. Bij sommige soorten zijn de bladeren gereduceerd en deze hebben weinig chlorofyl. Eén soort, Epipactis viridiflora, heeft zelfs helemaal geen chlorofyl.
Uit hun kruipende, vlezige wortelstokken kunnen nieuwe planten ontstaan, waaruit in het volgende voorjaar weer 20-70 cm hoge stengels ontspruiten.
Er zijn vier tot acht bladeren, gegolfd maar gaafrandig. De bladeren naar de top toe zijn kleiner. De punt is spits. Soorten met minder chlorofyl hebben blauw-paarse bladeren.
De tweezijdig symmetrische, kleurige bloemen groeien aan een eenzijdige aar. kelk- en kroonbladen zijn gelijkvormig. De bloemlip bestaat uit twee delen, een basale (=dichtst bij de bloembodem gelegen) hypochiel en een distale epichiel, die via een insnoering vast of beweeglijk met elkaar verbonden zijn. Het gynostemium is kort, het helmhokje wijst naar voor en bezit een viscarium, rustend op het clinander.

## Habitat
Wespenorchissen groeien op open plaatsen in bossen en tussen struiken op kalkhoudende grond.

## Verspreiding
De wespenorchissen komen voor in de gematigde en subtropische gebieden van het noordelijk halfrond in Noord-Amerika, Europa en Azië.
In Noord-Amerika komt van nature alleen Epipactis gigantea voor. De brede wespenorchis (Epipactis helleborine) is daar ingevoerd.
Het zwaartepunt van het geslacht ligt echter in de Oude Wereld. Veel soorten komen voor in het Middellandse Zeegebied. Enkele soorten vindt men zuidwaarts langs de kust van Oost-Afrika, andere soorten vindt men oostwaarts tot in Rusland, China, Korea en Japan. Ook in Zuidoost-Azië komen een aantal soorten voor.

## Taxonomie
Epipactis is ondergebracht in de onderfamilie Epidendroideae, tribus Neottieae, samen met de geslachten Cephalanthera (bosvogeltjes), Neottia en Limodorum.
Het geslacht werd in 1842 door Thilo Irmisch met de toen vijf bekende soorten in twee secties ingedeeld. In de negentiger jaren van de twintigste eeuw stelde Karl Robatsch een nieuwe taxonomie voor.
Erich Klein stelde in 2005 een nieuwe indeling van het geslacht voor:
- Sectie Arthrochilium

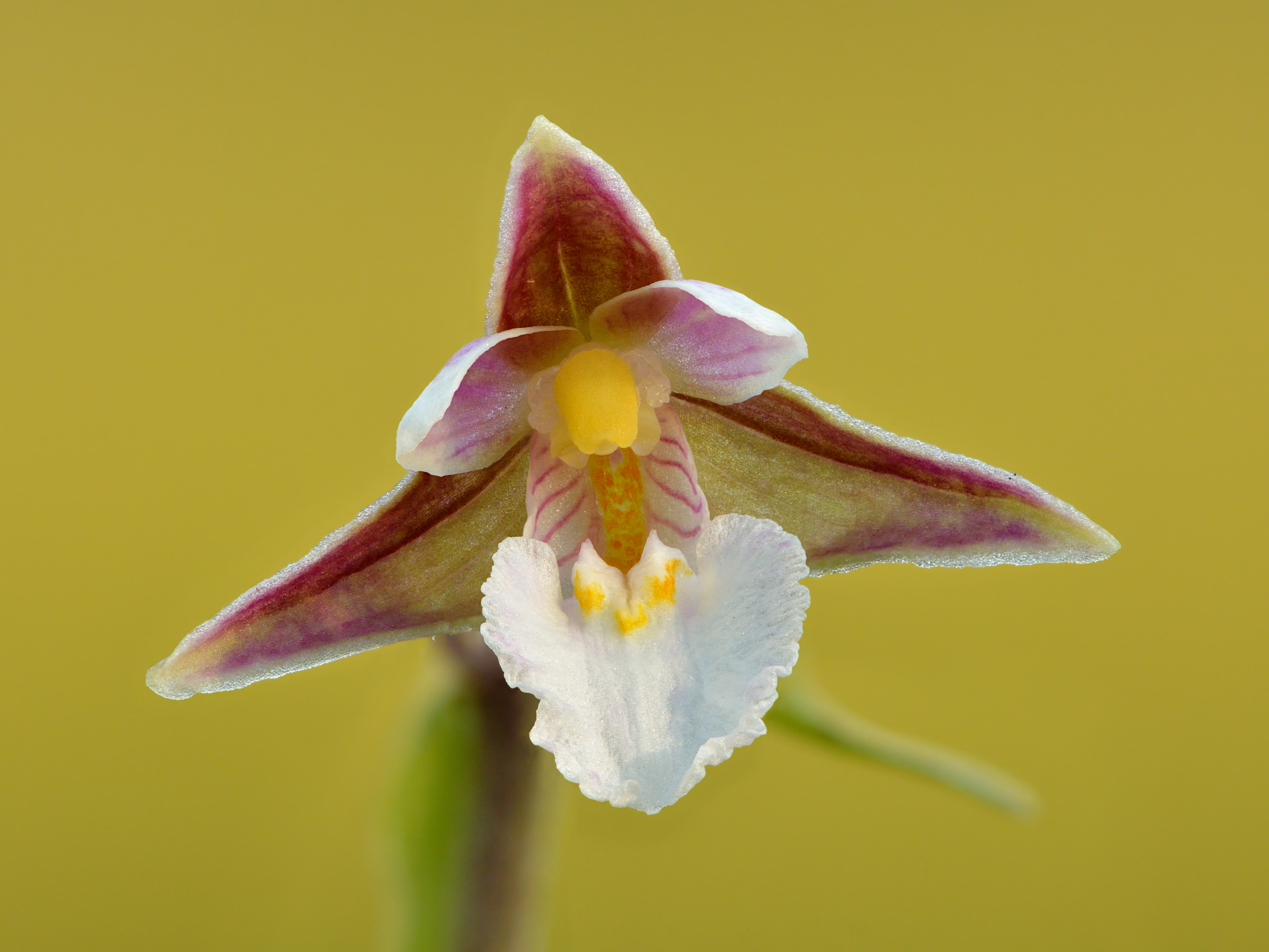
Moeraswespenorchis
(E. palustris)

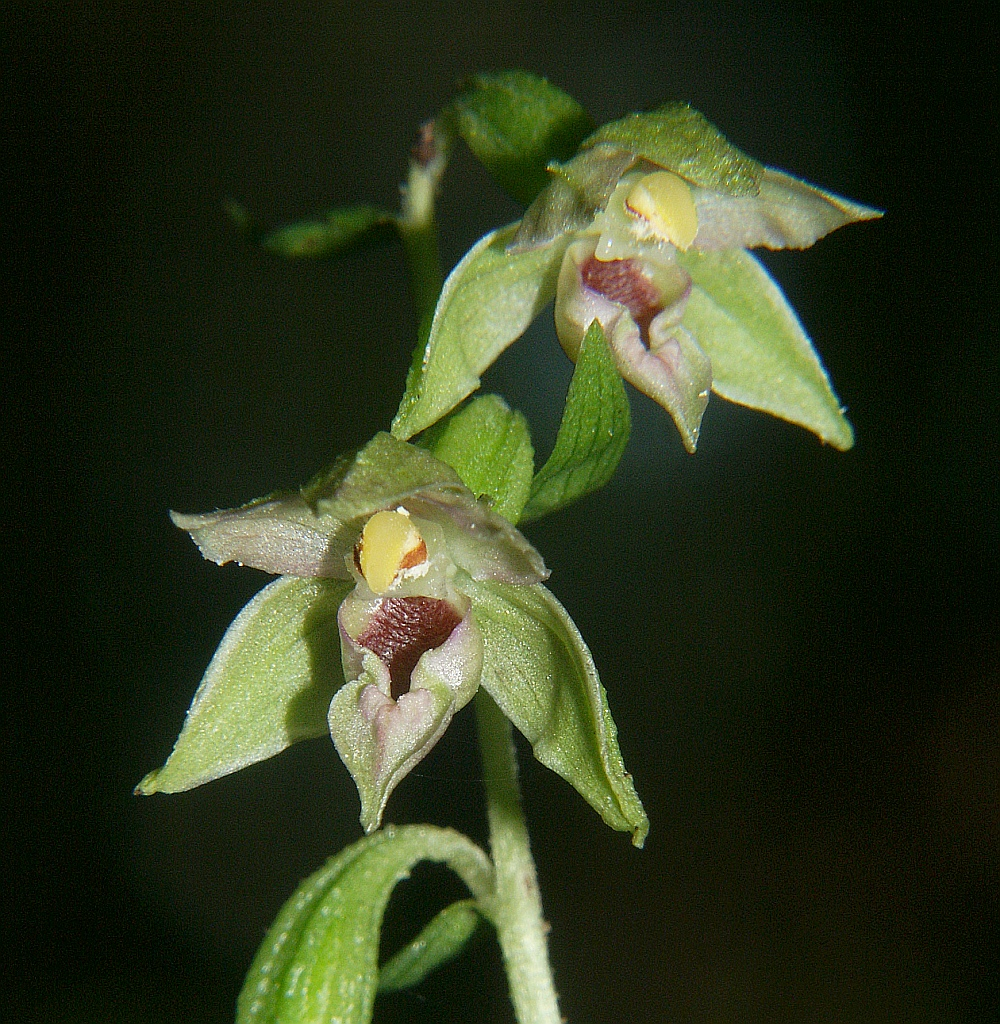
Smallippige wespenorchis
(E. leptochila)

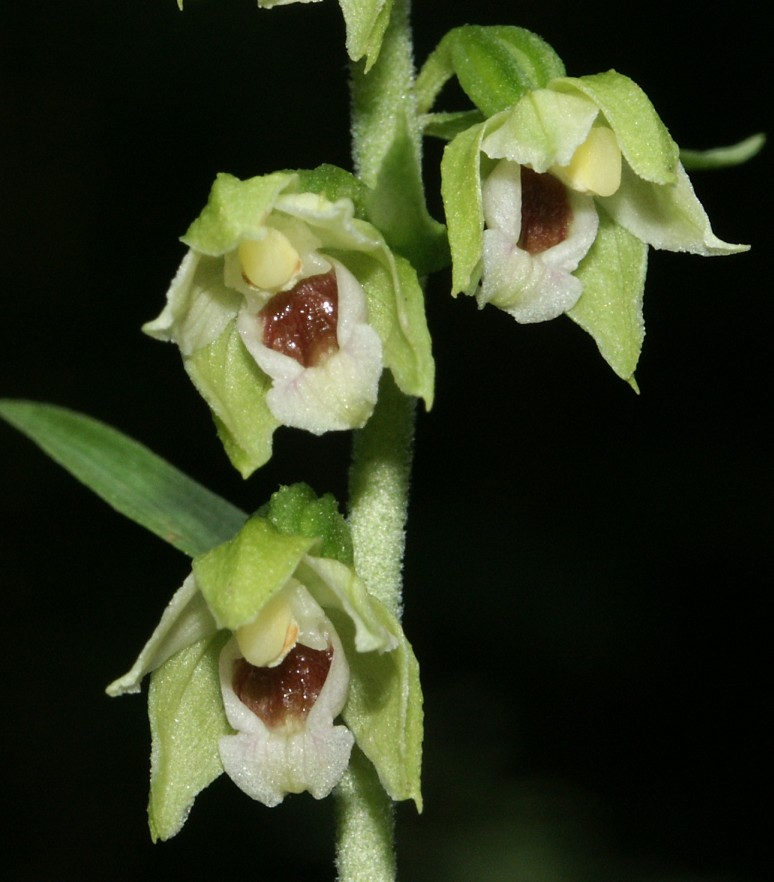
Geelgroene wespenorchis
(E. muelleri)

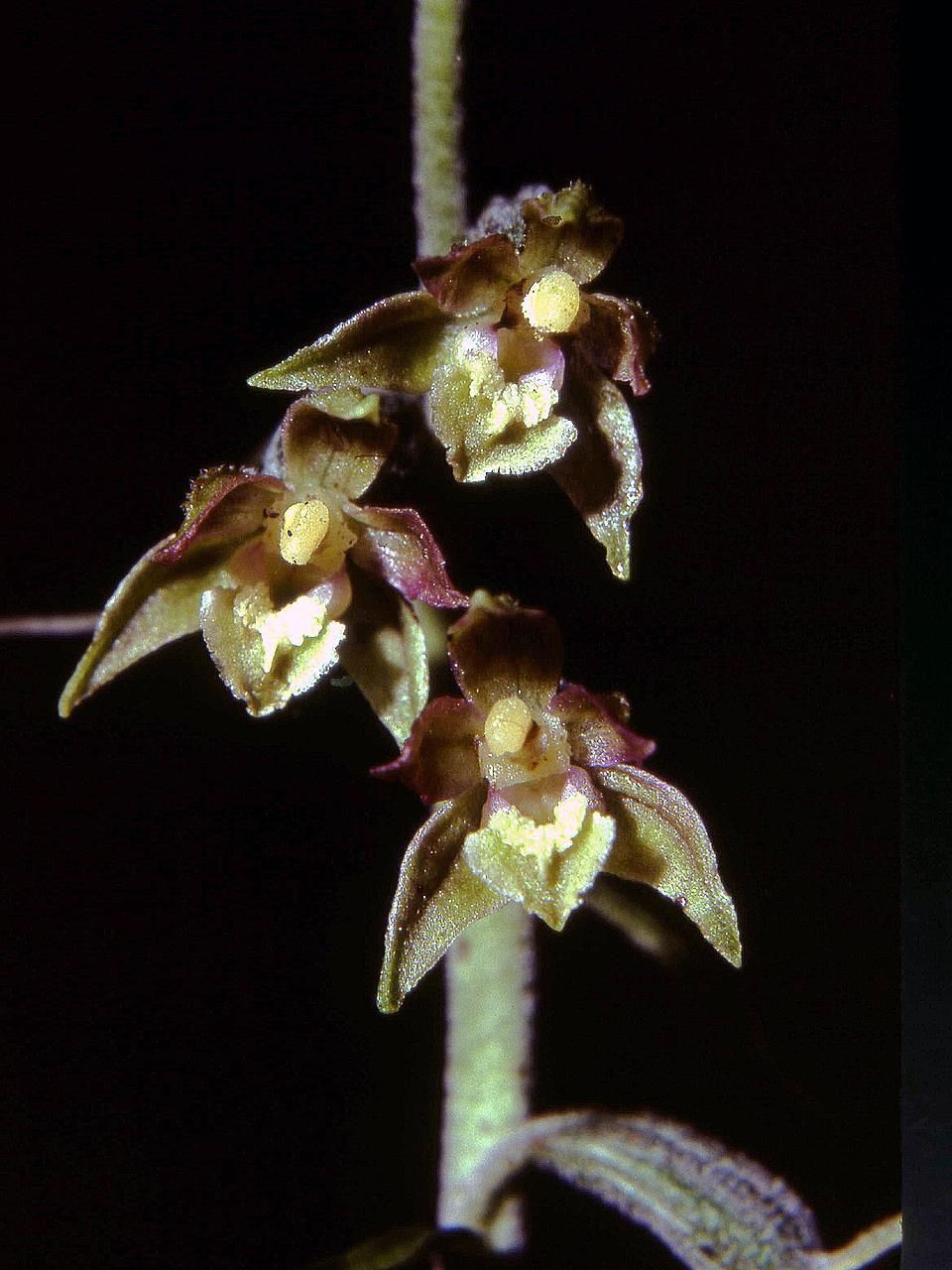
Kleinbladige wespenorchis
(E. microphylla)

  -  Epipactis palustris (L.) Crantz 1769 (Moeraswespenorchis) (Europa)
- Sectie Cymbochilium
  -  Epipactis veratrifolia Boissier & Hohenacker (Anatolië, Cyprus, Midden-Oosten)
- Sectie Epipactis
  - Ondersectie Epipactis
    - Epipactis degenii Szentpéteri & Mónus 1999 (Griekenland)
    - Epipactis densifolia Hahn, Passin & Wegener 2003 (Turkije)
    - Epipactis dunensis (T. Stephenson & T.A. Stephenson) Godfery 1918 (Groot-Brittannië)
    - Epipactis guegelii Robatsch (Roemenië)
    - Epipactis helleborine (L.) Crantz 1769 (Brede wespenorchis) (Noord-Afrika & Europa tot Centraal-China)
      -  E. helleborine subsp. neerlandica (Vermeulen) Buttler 1986 (Duinwespenorchis) (Nederland, België, Frankrijk, Duitsland)

    - Epipactis heraclea P. Delforge & Kreutz 2003 (Griekenland)
    - Epipactis lapidocampi Klein & Laminger  (Oostenrijk)
    - Epipactis rhodanensis Gévaudan & Robatsch 1994) (Spanje, Frankrijk, Oostenrijk, Zwitserland)
    - Epipactis tremolsii Pau 1914 (Spanje, Frankrijk)
    -  Epipactis turcica Kreutz 1997 (oostelijke Egeïsche eilanden en Turkije)

  - Ondersectie Porphyreochromatae
    - Epipactis bythinica Robatsch 1991 (Turkije))
    - Epipactis distans Arvet-Touvet 1872 (Frankrijk)
    - Epipactis lusitanica D. Tyteca 1988 (Portugal)
    - Epipactis meridionalis H. Baumann & R. Lorenz 1988 (Italië)
    - Epipactis pollinensis B. Baumann & H. Baumann 2000 (Italië)
    - Epipactis pseudopurpurata Mered'A fil. 1996 (Slowakije)
    - Epipactis rechingeri Renz 1973 (Iran)
    - Epipactis troodi H. Lindberg fil. (Cyprus, Turkije)
    -  Epipactis purpurata G.E. Smith 1828 (Paarse wespenorchis) (Europa)

  -  Ondersectie Autogamepactis
    - Epipactis aspromontana Bartolo, Pulvirenti & Robatsch 1996 (Italië)
    - Epipactis bugacensis Robatsch 1990 (Hongarije)
    - Epipactis campeadori P. Delforge 1995 (Spanje)
    - Epipactis cretica Kalopissis & Robatsch 1980 (Kreta)
    - Epipactis danubialis Robatsch & Rydlo 1989 (Roemenië)
    - Epipactis dunensis (T. Stephenson & T.A. Stephenson) Godfery 1918 (Groot-Brittannië)
    - Epipactis flaminia P. R. Savelli & Aless. (Midden- en Oost-Europa)
    - Epipactis futakii Mered' A fil. & Potucek (Midden- en Oost-Europa)
    - Epipactis greuteri H. Baumann& Kunkele 1981 (Griekenland)
    - Epipactis komoricensis Kered'A fil. 1996 (Midden- en Oost-Europa)
    - Epipactis leptochila (Godfery) Godfery 1919 (Smallippige wespenorchis) (Europa)
      -  E. leptochila var. neglecta (Kümpel) Gévaudan 1999 (Vergeten wespenorchis) (Atlantische kust van Europa)

    - Epipactis muelleri Godfery 1918 (Geelgroene wespenorchis) (West- en Midden-Europa)
    - Epipactis nauosaensis Robatsch 1989 (Griekenland)
    - Epipactis nordeniorum Robatsch 1991 (Oostenrijk)
    - Epipactis olympica Robatsch 1990 (Griekenland)
    - Epipactis peitzii H. Neumann & Wucherpfennig (Duitsland)
    - Epipactis placentina Bongiorni & Grünanger 1993  (Zwitserland en Italië)
    - Epipactis pontica Taubenheim 1975 (Midden-Europa, Turkije)
    - Epipactis provincialis Aubenas & Robatsch 1996 (Frankrijk)
    - Epipactis rhodanensis A. Gevaudan & Robatsch 1994 (Frankrijk, Oostenrijk)
    - Epipactis sancta (P. Delforge) P. Delforge 2000 (Groot-Brittannië)
    - Epipactis schubertiorum Bartolo, Pulvirenti & Robatsch 1997 (Italië)
    -  Epipactis voethii Robatsch 1993 (Oostenrijk)
- Sectie Ripariphilae
  - 
    - Epipactis albensis Nováková & Rydlo 1978 (Midden-Europa)
    - Epipactis confusa D.P. Young 1953 (Denemarken, Zweden, Duitsland)
    - Epipactis fageticola (Hermosilla) J. Devillers-Terschuren & P. Devillers 1998 (Duitsland, Zwitserland, Spanje, Portugal)
    - Epipactis fibri Scappaticci & Robatsch 1995 (Duitsland)
    - Epipactis gracilis 
    - Epipactis mecsekensis A. Molnár & Robatsch 1996(Hongarije)
    - Epipactis persica (Soó) Nannfeldt 1927 (Zuidoost-Europa, Pakistan)
    - Epipactis phyllanthes G.E. Smith 1852 (Dichte- of groene wespenorchis) (Noordwest-Europa)
    -  Epipactis tallosii A. Molnár & Robatsch 1997 (Slowakije, Hongarije)
- Sectie Rhytidochilum
  - 
    - Epipactis atrorubens (G.F. Hoffmann) Besser 1809 (Bruinrode wespenorchis) (Noordwest-Europa, Kaukasus)
    - Epipactis cardina Benito Ayuso & Hermosilla (1998) (Spanje)
    - Epipactis condensata Boissier ex. D.P. Young (Cyprus, Libanon, Transkaukasus)
    - Epipactis kleinii M.B. Crespo, M.R. Lowe & Piera 2001 (Zuid-Frankrijk, Noordoost-Spanje)
    - Epipactis microphylla (Ehrhardt) Swartz 1800 (Kleinbladige wespenorchis) (Zuid-Europa, Iran, België)
    - Epipactis spiridonovii J. Devillers-Terschuren & P. Devillers (Bulgarije)
    -  Epipactis subclausa Robatsch (Griekenland)

Nog niet ingedeelde soorten:
- Epipactis africana (Ethiopië, Malawi)
- Epipactis atromarginata (Vietnam)
- Epipactis flava (Laos, Thailand)
- Epipactis gigantea (West-Canada tot Noord-Mexico))
- Epipactis mairei (Nepal tot Centraal-China)
- Epipactis magnibracteata (China)
- Epipactis ohwii (Taiwan)
- Epipactis tenii (China)
- Epipactis thunbergii (Zuid-Rusland tot in Korea en Japan)
- Epipactis ulugurica (Tanzania)

## Soorten in België en Nederland
In België en Nederland komen in het wild voor:
- Bruinrode wespenorchis (Epipactis atrorubens)
- Brede wespenorchis (Epipactis helleborine)
- Dichte- of Groene wespenorchis (Epipactis phyllanthes)
- Duinwespenorchis (Epipactis neerlandica, synoniem: Epipactis helleborine subsp. neerlandica)
- Geelgroene wespenorchis (Epipactis muelleri)
- Kleinbladige wespenorchis (Epipactis microphylla)
- Moeraswespenorchis (Epipactis palustris)
- Paarse wespenorchis (Epipactis viridiflora, synoniem: Epipactis purpurata))
- Smallippige wespenorchis (Epipactis leptochila)
- Vergeten wespenorchis (Epipactis neglecta)

Subtribus Limodorinae 

Geslachten: Aphyllorchis · Bosvogeltje (Cephalanthera) · Wespenorchis (Epipactis) · Limodorum

Subtribus Listerinae 

Geslachten: Neottia · (Keverorchis (Listera))

Subtribus: Onbepaald 

Geslacht: Palmorchis
Sectie Arthrochilium

E. palustris (Moeraswespenorchis)

Sectie Cymbochilium

E. veratrifolia

Sectie Epipactis · Ondersectie Autogamepactis 

E. aspromontana · E. bugacensis · E. campeadori · E. cretica · E. danubialis · E. dunensis · E. flaminia · E. futakii · E. greuteri · E. komoricensis · E. leptochilla (Smallippige wespenorchis) · E. leptochila var. neglecta (Vergeten wespenorchis) · E. muelleri (Geelgroene wespenorchis) · E. nauosaensis · E. nordeniorum · E. olympica · E. peitzii · E. placentina · E. pontica · E. provincialis · E. rhodanensis · E. sancta · E. schubertiorum · E. voethi

Sectie Epipactis · Ondersectie Epipactis 

E. degenii · E. densifolia · E. dunensis · E. guegelii · E. helleborine (Brede wespenorchis) · E. helleborine subsp. neerlandica (Duinwespenorchis) · E. heraclea · E. lapidocampi · E. rhodanensis · E. tremolsii · E. turcica

Sectie Epipactis · Ondersectie Porphyreochromatae

E. bythinica · E. distans · E. lusiticana · E. meridionalis · E. pollinensis · E. pseudopurpurata · E. rechingeri · E. troodi · E. purpurata (Paarse wespenorchis)

Sectie Rhytidochilum

E. atrorubens (Bruinrode wespenorchis) · E. cardina · E. condensata · E. kleinii · E. microphylla (Kleinbladige wespenorchis) · E. spiridonovii · E. subclausa 

Sectie Ripariphilae

E. albensis · E. confusa · E. fageticola · E. fibri · E. gracilis · E. mecsekensis · E. persica · E. phyllanthes (Dichte wespenorchis) · E. tallosii